# Armari de rebost

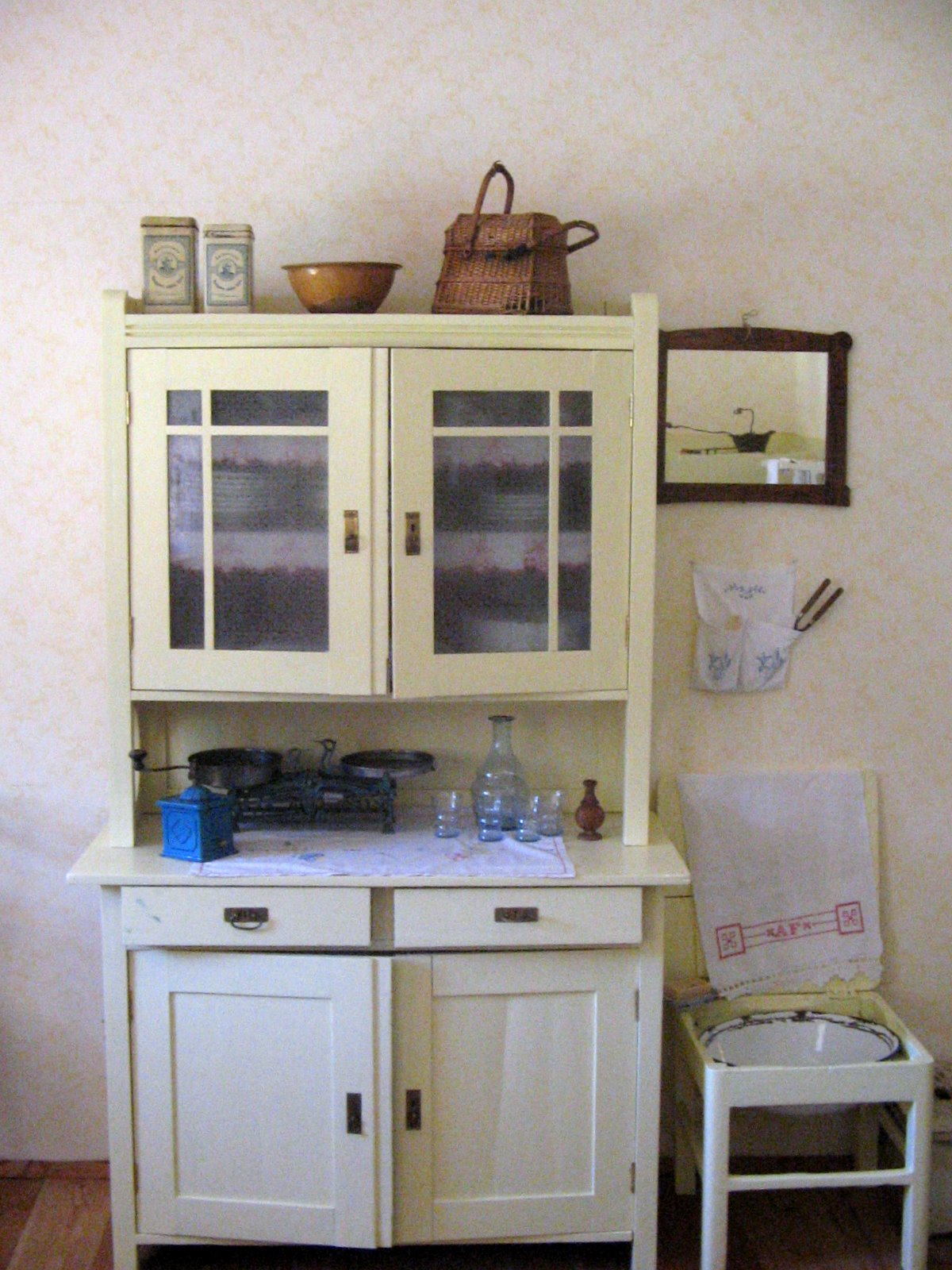
Armari de rebost de manufactura polonesa en fusta lacada. Es distingeixen els dos elements bàsics: l'armari de rebost pròpiament dit, a dalt, i el moble aparador, a baix.

Un armari de rebost és el buit fet en el mur que disposant de portes i lleixes serveix per a guardar objectes de l'aixovar domèstic. També es diu així al moble destinat a guardar la vaixella, coberteria, mantelería, etc., que forma conjunt amb el moble aparador. Sol situar-se en la cuina, el rebost o el menjador.
Té l'origen com a element arquitectònic: un buit obert en la paret creant un receptacle en el qual es disposaven lleixes i que es guardava amb una o dues portes, que en general disposaven de ventilació o permetien veure l'interior. També es van fabricar armaris de rebost portàtils construïts en fusta que es podien desplaçar o penjar-se en diferents emplaçaments.

Armaris de rebost en la pintura del Barroc
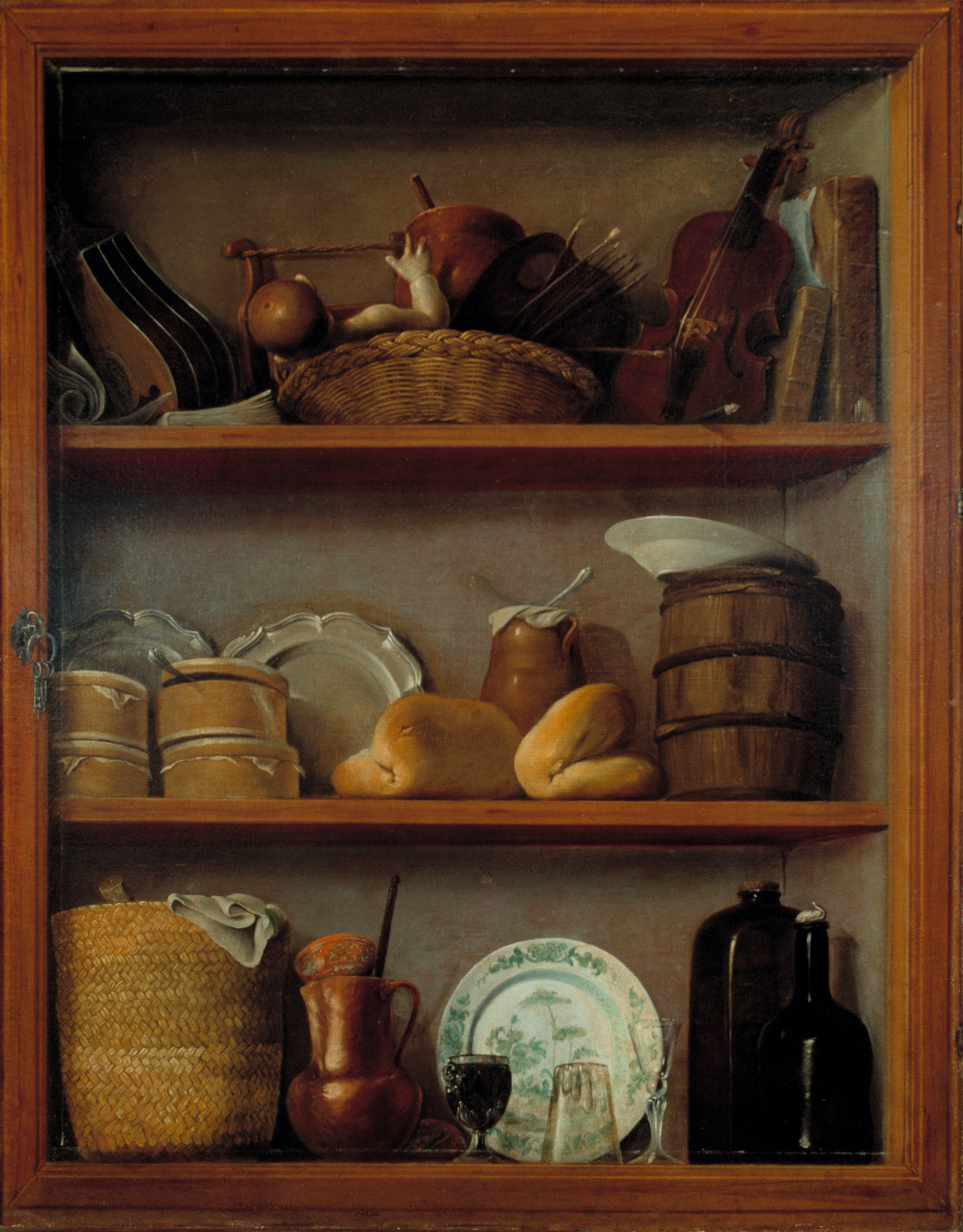
Alacena, oli de Antonio Pérez de Aguilar en 1769. Galería Nacional de Arte (Washington).
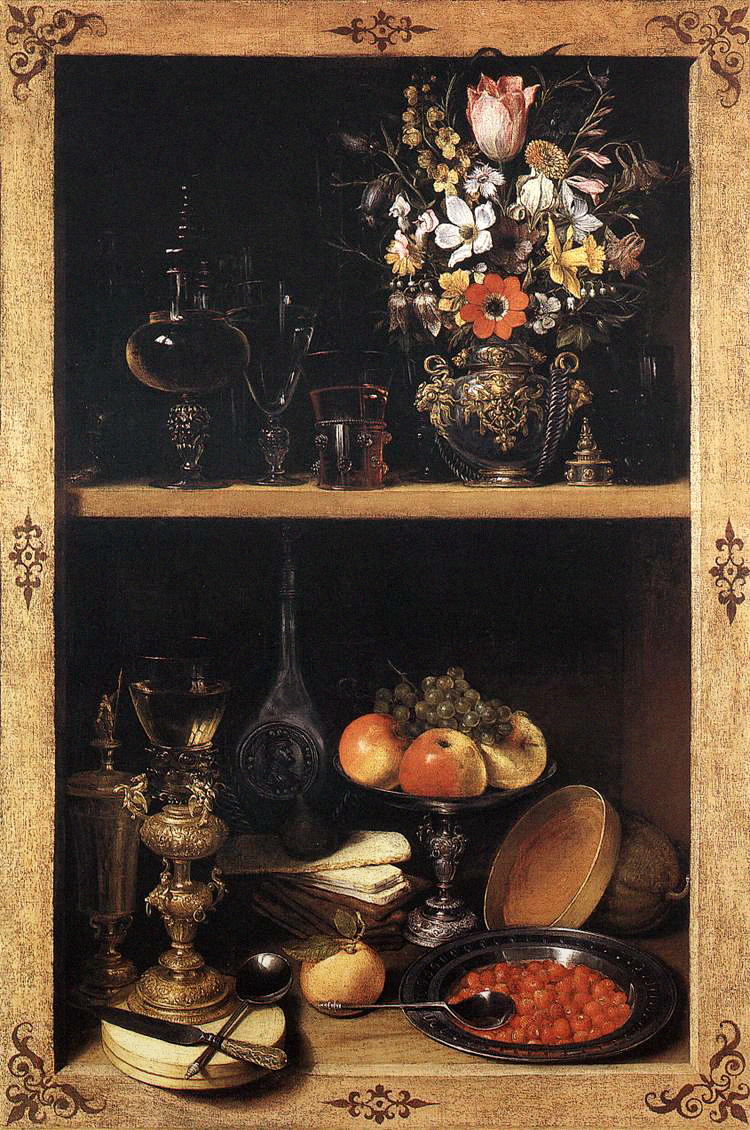
Georg Flegel Alacena (1610). Galería Nacional de Praga.
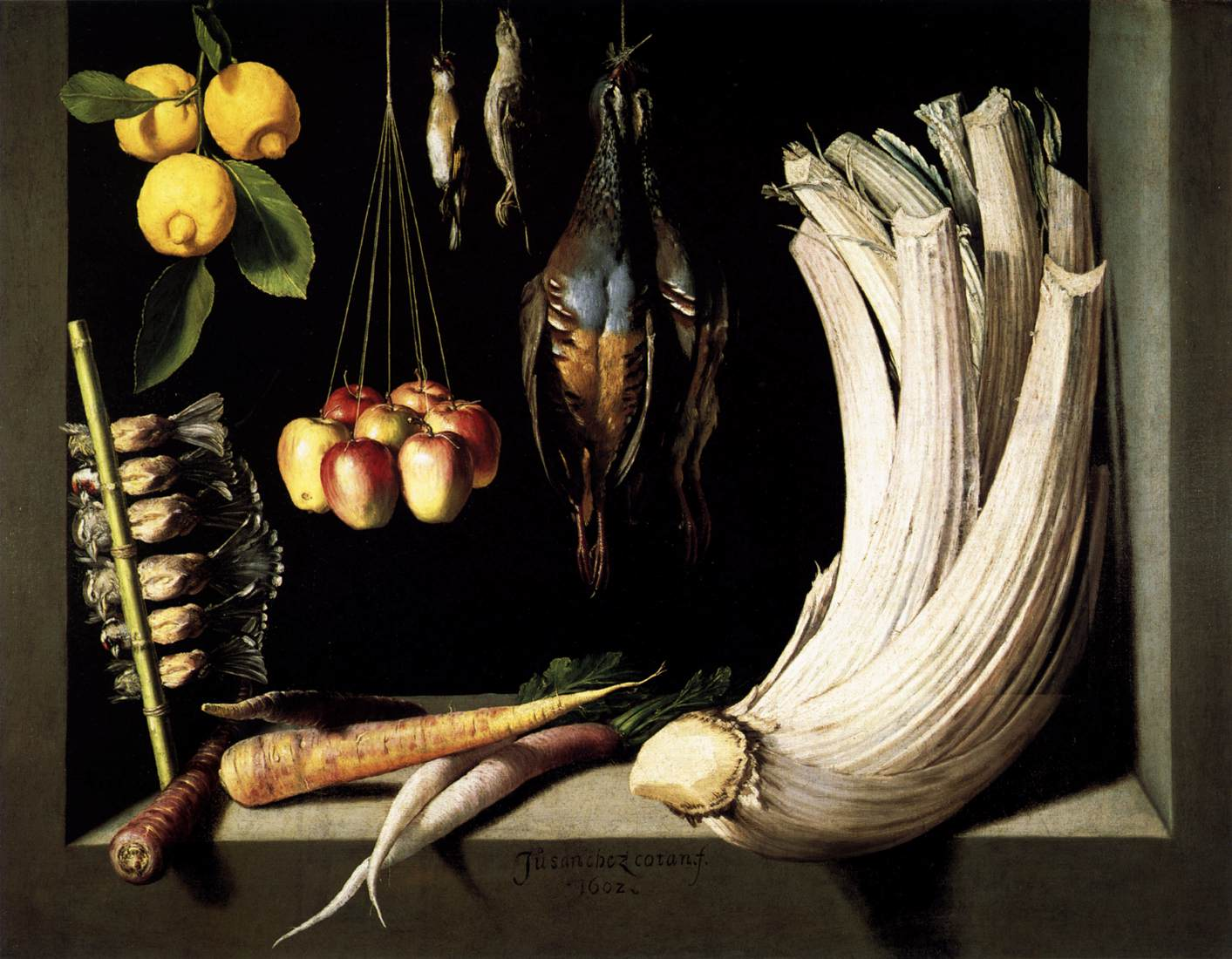
Bodegón con alimentos, oli de Juan Sánchez Cotán en 1602. Museo del Prado.

A partir del segle xx, l'armari de rebost va tendir a identificar-se amb un moble de dos cossos (mescla d'armari volat i aparador), un superior amb lleixes obertes o amb portes de gelosia (o humil tela de galliner) i després de vidre, i un altre inferior format per armaris tancats. El cos superior sol tenir menor profunditat que l'inferior, que així ofereix un espai lliure sobre el qual es donen suport als objectes que es van traient dels armaris o com a superfície per a elements funcionals o decoratius. L'ús clàssic del cos superior va ser d'aparador d'allò més valuós o preat de la vaixella familiar: plats, safates, fonts de porcellana, etc. El lloc a la casa per a aquest moble mixt d'antic armari de rebost i aparador solia ser l'estada dedicada a menjador, quan l'habitatge disposava d'ell. La progressió funcional de la vida familiar en proporció inversa amb l'espai el va anar portant a formar part de la decoració de la cuina, on es continuen trobant curiosos exemplars, allí on no els han desplaçat els estereotips dels dissenys de cuines.